# Пилявська сільська рада (Тиврівський район)
| Пилявська сільська рада — колишній орган місцевого самоврядування у Тиврівському районі Вінницької області з адміністративним центром у с. Пилява. Сільській раді підпорядковані населені пункти: - с. Пилява |

## Склад ради
Рада складається з 15 депутатів та голови.

## Керівний склад сільської ради
| ПІБ                            | Основні відомості                                                                                  | Дата обрання | Дата звільнення |
| ------------------------------ | -------------------------------------------------------------------------------------------------- | ------------ | --------------- |
| Герасімов Віктор Володимирович | Сільський голова, 1958 року народження, освіта, член Всеукраїнського об'єднання «Батьківщина»      | 26.03.2006   | 31.10.2010      |
| Герасімов Віктор Володимирович | Сільський голова, 1958 року народження, освіта вища, член Всеукраїнського об'єднання «Батьківщина» | 31.10.2010   |                 |

Примітка: таблиця складена за даними джерела